# Helena Góralewicz
Helena Góralewicz – polska „Sprawiedliwa wśród Narodów Świata”. 

## Życiorys
W trakcie II wojny światowej Helena Góralewicz, mieszkająca w Tarnowie w dystrykcie krakowskim, postanowiła pomóc prześladowanym Żydom. Góralewicz z wielką pomysłowością i narażając się na duże ryzyko osobiste wykorzystała swoją pozycję urzędnika w miejscowym rejestrze ludności do fałszowania „aryjskich” dokumentów dla Żydów. Wśród szczęśliwych odbiorców takich dokumentów znaleźli się Lola i Zosia Rawnerowie, dr Schiper z żoną i córką oraz żona miejscowego lekarza Sommersteina z synkiem.   
W 2019 r. powstała inicjatywa upamiętnienia tarnowskich Sprawiedliwych. Miał powstać Gaj Sprawiedliwych, honorujący m.in. Helenę Góralewicz. Plany te nie doczekały jednak realizacji.   
23 maja 1978 r. Instytut Jad Waszem uhonorował Helenę Góralewicz medalem „Sprawiedliwy wśród Narodów Świata”.